# Лоис Мънро
Лоис Мънро (на английски: Lois Munro) е английски психоаналитик.

## Биография
Родена е на 13 юли 1907 година във Великобритания. Завършва медицина през 1931 в Лондонското медицинско училище за жени. После започва да учи в Лондонския психоаналитичен институт, където прави обучителна анализа с Паула Хайман. През 1948 г. е асоцииран член на Британското психоаналитично общество, а през 1951 г. и редовен член.
В края на 60-те години участва активно в насърчаването за създаване на психоаналитична група в Австралия. Оглавява Лондонската клиника за психоанализа в периода 1960 – 1969 г. През 1971 става един от основателите на Кралския колеж по психиатрия. Касиер е на Европейската федерация по психоанализа до смъртта си. Последен неин анализант по това време е Клеър Уиникът.
Умира на 2 декември 1973 година на 66-годишна възраст.